# Westminster-Chilliwhack (circonscription britanno-colombienne)
Pour les articles homonymes, voir Westminster (homonymie).
Circonscription électorale provinciale du Canada
Westminster-Chilliwhack est une ancienne circonscription provinciale de la Colombie-Britannique représentée à l'Assemblée législative de la Colombie-Britannique de 1894 à 1903.

## Géographie
La circonscription apparaît avec la division de la circonscription de Westminster qui était représentée par 4 députés. Les autres circonscriptions issues de cette défusion sont Westminster-Delta, Westminster-Dewdney et Westminster-Richmond.

## Liste des députés
| Législature                                                  | Années                                                       | Député                                                       | Député                                                       | Parti                                                        |
| Westminster-Chilliwhack Circonscription issue de Westminster | Westminster-Chilliwhack Circonscription issue de Westminster | Westminster-Chilliwhack Circonscription issue de Westminster | Westminster-Chilliwhack Circonscription issue de Westminster | Westminster-Chilliwhack Circonscription issue de Westminster |
| ------------------------------------------------------------ | ------------------------------------------------------------ | ------------------------------------------------------------ | ------------------------------------------------------------ | ------------------------------------------------------------ |
| 7e                                                           | 1894–1898                                                    |                                                              | Thomas Edwin Kitchen                                         | Opposition                                                   |
| 7e                                                           | 1894–1898                                                    |                                                              | Adam Swart Vedder                                            | Opposition                                                   |
| 8e                                                           | 1898–1900                                                    |                                                              | Charles William Munro                                        | Opposition                                                   |
| 9e                                                           | 1900–1903                                                    |                                                              | Charles William Munro                                        | Provincial                                                   |
| Circonscription abolie, voir : Chilliwhack                   |                                                              |                                                              |                                                              |                                                              |